# Nekrolog 1686
Nekrolog
◄◄
| ◄
| 1682
| 1683
| 1684
| 1685
| 1686 | 1687 | 1688 | 1689 | 1690 | ► | ►►
Weitere Ereignisse | Allgemeiner Nekrolog 1686
Die Beschreibung der verstorbenen Person sollte so kurz wie möglich gehalten sein und nur deren signifikante Tätigkeit(en) enthalten.
Neue Namen ggf. auch unter dem Geburts- und Sterbedatum, also etwa unter 1. Januar und im Geburts- und Sterbejahr (2024) eintragen (nur bei entsprechender großer Wichtigkeit). Für Beispiele siehe die schon vorhandenen Artikel.
Außerdem über die fünf zuletzt Verstorbenen, zu denen es einen ausreichend guten Artikel für eine Präsentation auf der Hauptseite gibt, nach der todesbedingten Überarbeitung der Artikel ggf. auch unter Wikipedia Diskussion:Hauptseite informieren und sie am besten auch in den anderen Wikipedia-Sprachversionen eintragen. Tipp: Regelmäßig bei news.google.de nach „ist tot“, „gestorben“ oder „verstorben“ suchen.
Wenn eine Person gestorben ist, gibt es viele Seiten zu dieser Person in der Wikipedia, die davon auch betroffen sind und entsprechend aktualisiert werden müssen. Beispiele: Namenübersichtsseite, Geburtsjahr, Geburtsort-Seiten und viele mehr.
Wie finde ich die betroffenen Seiten?
Im Suchfeld auf der linken Seite gibt man den Suchbegriff so ein: „Vorname Nachname“. Dann klickt man auf Volltext und alle Seiten mit entsprechendem Suchtext werden aufgerufen. Hier sieht man dann schnell, wo auch das Todesjahr Sinn macht oder sogar ein Teil des Artikels angepasst werden muss. Auch hilft das „Werkzeug“ auf der linken Seite sehr gut, um solche Seiten aufzufinden: „Links auf diese Seite“. Somit ist die Wikipedia wieder aktuell in allen Bereichen! Hinweis: bei Eintragung der Kategorie „Gestorben JAHR“ wird der Missbrauchsfilter 49 ausgelöst, was jedoch nicht schlimm ist. Siehe: Spezial:Missbrauchsfilter/49
Dies ist eine Liste von im Jahr 1686 verstorbenen bekannten Persönlichkeiten. Die Einträge erfolgen innerhalb der einzelnen Daten alphabetisch sortiert. Tiere sind im Nekrolog für Tiere zu finden.

## Januar
| Tag        | Name                                    | Beruf, bekannt als                                                                | Alter | Beleg |
| ---------- | --------------------------------------- | --------------------------------------------------------------------------------- | ----- | ----- |
| 7. Januar  | Giorgio Bolognetti                      | Bischof von Rieti                                                                 | 90    |       |
| 9. Januar  | Bartholomäus Wernigk                    | deutscher Regierungsrat und Präsident des pfalz-zweibrückischen Oberkonsistoriums |       |       |
| 12. Januar | Johann Helfrich Chuno                   | deutscher Rechtswissenschaftler und Bürgermeister in Kassel                       | 53    |       |
| 17. Januar | Carlo Dolci                             | italienischer Maler                                                               | 69    |       |
| 17. Januar | Johann Andreas Lucius                   | deutscher lutherischer Theologe und sächsischer Oberhofprediger                   | 60    |       |
| 19. Januar | Bernhard Diedrich Brauer                | Jurist und Bürgermeister der Hansestadt Lübeck                                    | 56    |       |
| 21. Januar | François Blondel                        | französischer Baumeister und Architekturtheoretiker                               |       |       |
| 22. Januar | Johanna Magdalena von Sachsen-Altenburg | Prinzessin von Sachsen-Altenburg und Herzogin von Sachsen-Weißenfels-Querfurt     | 30    |       |
| 31. Januar | Jean Mairet                             | französischer Autor                                                               | 82    |       |

## Februar
| Tag         | Name                                | Beruf, bekannt als                                                             | Alter | Beleg |
| ----------- | ----------------------------------- | ------------------------------------------------------------------------------ | ----- | ----- |
| 6. Februar  | Michael Cobabus                     | deutscher lutherischer Theologe                                                |       |       |
| 11. Februar | Sibylle Christine von Anhalt-Dessau | Gräfin von Hanau                                                               | 82    |       |
| 15. Februar | Johann Bacmeister                   | deutscher Mediziner, Hochschulrektor und Leibarzt                              | 61    |       |
| 15. Februar | Nikolaus Göldlin von Tiefenau       | Schweizer Zisterziensermönch und -abt                                          | 61    |       |
| 15. Februar | Mathias Rauchmiller                 | deutscher Bildhauer, Freskant, Elfenbeinschnitzer und Baumeister               | 41    |       |
| 23. Februar | Nikolaus Gülich                     | Führer des Gülich-Aufstands in Köln                                            | 41    |       |
| 25. Februar | Abraham Calov                       | deutscher Theologie und Hochschullehrer, Vertreter der lutherischen Orthodoxie | 73    |       |

## März
| Tag      | Name                                 | Beruf, bekannt als                                                                 | Alter | Beleg |
| -------- | ------------------------------------ | ---------------------------------------------------------------------------------- | ----- | ----- |
| 5. März  | Bartholomäus Stosch der Jüngere      | deutscher reformierter Theologe                                                    | 81    |       |
| 9. März  | Johann Kohlau                        | kursächsischer Verwaltungsjurist                                                   | 53    |       |
| 12. März | Wilhelm Verpoorten                   | deutscher evangelisch-lutherischer Geistlicher und Generalsuperintendent in Coburg | 54    |       |
| 16. März | Charlotte von Hessen-Kassel          | Gemahlin des Kurfürsten Karl Ludwig                                                | 58    |       |
| 17. März | Elisabeth Marie von Münsterberg-Oels | Herzogin von Münsterberg von Oels                                                  | 60    |       |
| 18. März | Andreas Georg Paumgartner            | zweiter Losunger (Bürgermeister), Patrizier und Kriegshauptmann von Nürnberg       |       |       |
| 23. März | Philipp Ludwig von Reiffenberg       | Kleriker, erster Erfurter Statthalter                                              |       |       |
| 25. März | Felix von Podewils                   | schwedischer Oberst und Landrat in Vorpommern                                      |       |       |
| 30. März | Benjamin Metzler                     | deutscher Tuchhändler und Begründer des Bankhauses Metzler                         | 36    |       |
| 30. März | Bernhard Oelreich                    | deutscher evangelischer Theologe                                                   | 59    |       |

## April
| Tag       | Name                                             | Beruf, bekannt als                                                       | Alter | Beleg |
| --------- | ------------------------------------------------ | ------------------------------------------------------------------------ | ----- | ----- |
| 1. April  | Johann Friedrich                                 | Markgraf von Brandenburg-Ansbach                                         | 31    |       |
| 2. April  | Elias Ladiver                                    | Pädagoge und Dramatiker                                                  |       |       |
| 3. April  | Baltasar de la Cueva Enríquez                    | Vizekönig von Peru                                                       |       |       |
| 6. April  | Arthur Annesley, 1. Earl of Anglesey             | englischer Adliger                                                       | 71    |       |
| 12. April | Caspar Merian                                    | deutscher Kupferstecher                                                  | 59    |       |
| 23. April | Henrietta Maria Wentworth, 6. Baroness Wentworth | englische Adlige und die Mätresse von James Scott, 1. Duke of Monmouth   | 25    |       |
| 26. April | Magnus Gabriel De la Gardie                      | schwedischer Feldherr und Staatsmann                                     | 63    |       |
| 27. April | Christian Wilhelm von Krohnemann                 | Offizier, Münzmeister, Bergbaudirektor, Alchemist und Festungskommandant | 49    |       |
| 28. April | Andreas Overbeck                                 | deutscher evangelischer Theologe                                         | 58    |       |
| 29. April | Anton Reiser                                     | deutscher lutherischer Theologe, Hauptpastor in Hamburg                  | 58    |       |

## Mai
| Tag     | Name                       | Beruf, bekannt als                                                             | Alter | Beleg |
| ------- | -------------------------- | ------------------------------------------------------------------------------ | ----- | ----- |
| 4. Mai  | Oswald Kaiser              | Schweizer Jesuitenpater, Kunstschreiner und Baumeister                         | 85    |       |
| 9. Mai  | Jonas Suyderhoef           | holländischer Kupferstecher                                                    |       |       |
| 17. Mai | Michael Wenzel von Althann | kaiserlicher Rat, kaiserlicher Gesandter, Landeshauptmann der Grafschaft Glatz |       |       |
| 21. Mai | Otto von Guericke          | deutscher Erfinder und Politiker                                               | 83    |       |

## Juni
| Tag      | Name                                  | Beruf, bekannt als                                                   | Alter | Beleg |
| -------- | ------------------------------------- | -------------------------------------------------------------------- | ----- | ----- |
| 3. Juni  | Ernest Alexandre Dominique d’Arenberg | Fürst von Chimay, Gouverneur von Luxemburg und Vizekönig von Navarra | 42    |       |
| 6. Juni  | Johannes van Neercassel               | Titularbischof von Castoria, Apostolischer Vikar von Batavia         |       |       |
| 6. Juni  | Christoph Sand der Ältere             | preußischer Jurist, Regierungsbeamter und Anhänger des Unitarismus   | 74    |       |
| 7. Juni  | Pietro Mengoli                        | italienischer Mathematiker und Geistlicher                           |       |       |
| 14. Juni | David Clarkson                        | englischer Pastor des Puritanismus                                   | 64    |       |
| 27. Juni | Franz Weinhart                        | Weihbischof in Regensburg                                            |       |       |
| 28. Juni | Alexander von Kurland                 | Prinz von Kurland                                                    | 27    |       |

## Juli
| Tag      | Name                    | Beruf, bekannt als | Alter | Beleg |
| -------- | ----------------------- | --- | ----- | ----- |
| 7. Juli  | Friedrich von Ahlefeldt | Herr auf Rixingen (Réchicourt), Mörsberg (Morimont) und Träger des Danebrog-Orden und des Elefanten-Ordens                |       |       |
| 10. Juli | Ercole Ferrata          | italienischer Bildhauer                                                                                                   |       |       |
| 11. Juli | Michel Anguier          | französischer Bildhauer                                                                                                   | 73    |       |
| 17. Juli | Dietrich von Dohna      | kurbrandenburgischer Obrist                                                                                               | 35    |       |
| 26. Juli | Pierre de Verthamon     | französischer Jesuit | 72    |       |
| 29. Juli | Carl von Friesen        | deutscher Kursächsischer Geheimer Rat, Präsident des Oberkonsistoriums, Kirchenrat, Oberhofrichter und Rittergutsbesitzer | 67    |       |
| Juli     | Thomas Watson           | englischer nonkonformistischer (puritanischer) Geistlicher und Autor                                                      |       |       |

## August
| Tag        | Name                              | Beruf, bekannt als                                                            | Alter | Beleg |
| ---------- | --------------------------------- | ----------------------------------------------------------------------------- | ----- | ----- |
| 2. August  | Andreas von Miedan                | bayerischer Jurist                                                            |       |       |
| 3. August  | Anna Margarete von Hessen-Homburg | Herzogin von Schleswig-Holstein-Sonderburg-Wiesenburg                         | 56    |       |
| 6. August  | Paul Hainlein                     | deutscher Komponist und Trompetenmacher des Barock                            | 60    |       |
| 7. August  | Peter Lackmann                    | Lübecker Kaufmann und Ratsherr                                                |       |       |
| 12. August | Johann Friedrich Allmacher        | deutscher Arzt und Chirurg                                                    | 37    |       |
| 12. August | Stephan Horrichem                 | deutscher Prior des Prämonstratenserklosters Reichenstein                     | 78    |       |
| 12. August | David Schirmer                    | deutscher Lyriker                                                             | 63    |       |
| 28. August | Hans Karl von Königsmarck         | deutsch-schwedischer Offizier, protestantischer Malteserritter und Abenteurer | 27    |       |

## September
| Tag           | Name                      | Beruf, bekannt als                               | Alter | Beleg |
| ------------- | ------------------------- | ------------------------------------------------ | ----- | ----- |
| 2. September  | Abdurrahman Abdi Pascha   | osmanischer Militärbefehlshaber und Würdenträger |       |       |
| 7. September  | Regner Badenhausen        | Kanzler der Landgrafschaft Hessen-Kassel         | 75    |       |
| 13. September | Johann Lund               | lutherischer Pastor in Tondern und Hebraist      | 48    |       |
| 19. September | Johann Georg I.           | Herzog von Sachsen-Eisenach                      | 52    |       |
| 26. September | Roman Schäffler           | deutscher Benediktiner und Abt                   | 54    |       |
| 26. September | Kaspar Schmuz             | Schweizer Theologe und Teleskopbauer             | 64    |       |
| 27. September | Friedrich Plönnies        | Jurist und Lübecker Ratsherr                     |       |       |
| September     | Claude-Emmanuel Lhuillier | französischer Dichter                            |       |       |

## Oktober
| Tag         | Name                       | Beruf, bekannt als                                                                                 | Alter | Beleg |
| ----------- | -------------------------- | -------------------------------------------------------------------------------------------------- | ----- | ----- |
| 1. Oktober  | Matthias Miles             | siebenbürgischer Historiker                                                                        | 47    |       |
| 2. Oktober  | Balthasar Bebel            | deutscher lutherischer Theologe                                                                    |       |       |
| 4. Oktober  | Cord Jastram               | Hamburger Reeder und Politiker                                                                     |       |       |
| 4. Oktober  | Hieronymus Snitger         | Hamburger Kaufmann und Politiker                                                                   | 38    |       |
| 6. Oktober  | Caspar Zdenko von Capliers | Freiherr von Sulewitz, k. k. Feldmarschall, Vizepräsident des Hofkriegsrates, Verteidiger von Wien |       |       |
| 9. Oktober  | Matthias Nethenus          | deutscher reformierter Theologe                                                                    | 67    |       |
| 12. Oktober | Johann Heinrich Breuning   | evangelischer Theologe Hochschullehrer                                                             | 36    |       |
| 13. Oktober | Charles Pajot              | französischer Jesuit, Altphilologe, Romanist und Lexikograf                                        | 76    |       |
| 15. Oktober | Hinrich Schrötteringk      | deutscher Jurist und Protonotar in Hamburg                                                         | 75    |       |
| 18. Oktober | Egidio Colonna             | italienischer Geistlicher und Lateinischer (Titular-)Patriarch von Jerusalem                       |       |       |
| 21. Oktober | Johann Slüter              | deutscher Jurist, Syndikus, Ratsherr und Bürgermeister der Hansestadt Hamburg                      | 70    |       |
| 30. Oktober | Christian Luidtke          | deutscher Verwaltungsjurist und Bürgermeister in Stendal                                           | 65    |       |

## November
| Tag          | Name                   | Beruf, bekannt als                                                                         | Alter | Beleg |
| ------------ | ---------------------- | ------------------------------------------------------------------------------------------ | ----- | ----- |
| 8. November  | Detlev von Ahlefeldt   | Herr auf Haseldorf, Haselau, Kaden, und Träger des Danebrog-Orden und des Elefanten-Ordens |       |       |
| 17. November | Kaspar Zillesius       | deutscher Jurist                                                                           | 51    |       |
| 18. November | Martin Friedrich Curio | deutscher evangelischer Theologe                                                           |       |       |
| 22. November | Johann Lechel          | deutscher Arzt                                                                             | 51    |       |
| 23. November | Occa Johanna Ripperda  | Friesin, Oberhofmeisterin der schwedischen Königin                                         | 67    |       |
| 23. November | Sylvester Grabe        | lutherischer Theologe und Generalsuperintendent in Pommern                                 | 59    |       |
| 24. November | Alberich Degen         | deutscher Abt des Klosters Ebrach des Zisterzienserordens                                  | 61    |       |
| 25. November | Detlev von Ahlefeldt   | dänischer Offizier und Diplomat, Memoirenschreiber                                         | 69    |       |
| 26. November | Marcus von der Lütcke  | kurbrandenburger Generalmajor und Chef eines Reiterregiments                               | 83    |       |

## Dezember
| Tag          | Name                                         | Beruf, bekannt als                                                        | Alter | Beleg |
| ------------ | -------------------------------------------- | ------------------------------------------------------------------------- | ----- | ----- |
| 5. Dezember  | Nicolaus Steno                               | dänischer Arzt, Anatom und Geologe                                        | 48    |       |
| 6. Dezember  | Nicolaus von Avancini                        | jesuitischer Pädagoge, Dichter und lateinischer Dramatiker der Barockzeit | 75    |       |
| 6. Dezember  | Eleonora Magdalena Gonzaga von Mantua-Nevers | dritte Ehefrau Kaiser Ferdinands III.                                     | 58    |       |
| 9. Dezember  | Andreas Daniel von Raunach                   | Geistlicher, Pfarrer und Bischof von Pedena                               |       |       |
| 10. Dezember | Melchior Zeidler                             | deutscher Philosoph und evangelischer Theologe                            | 56    |       |
| 11. Dezember | Louis II. de Bourbon, prince de Condé        | französischer Feldherr                                                    | 65    |       |
| 11. Dezember | Johann Friedrich Chemnitz                    | deutscher Jurist, Historiker und Archivar                                 | 75    |       |
| 12. Dezember | Charles de Noyelle                           | Generaloberer der Societas Jesu (Jesuitenorden)                           | 71    |       |
| 14. Dezember | Maximilien d’Yvoy                            | niederländischer Festungsbaumeister, Schiffbauer und Kartograf            | 65    |       |
| 17. Dezember | Lieve Verschuier                             | niederländischer Maler                                                    |       |       |
| 24. Dezember | Georg Danner                                 | deutscher Baumeister des Barock                                           |       |       |
| Dezember     | Artus Quellinus III.                         | flämischer Bildhauer                                                      |       |       |

## Datum unbekannt
| Tag                 | Name                        | Beruf, bekannt als                                                | Alter | Beleg |
| ------------------- | --------------------------- | ----------------------------------------------------------------- | ----- | ----- |
|                     | Andreas Gottfried Ammon     | deutscher evangelischer Theologe                                  |       |       |
|                     | Jacques d’Arthois           | flämischer Landschaftsmaler                                       |       |       |
|                     | Melchior Baumgartner        | deutscher Kunsttischler (Kistler)                                 |       |       |
| begraben 3. Oktober | Balthasar Erben             | deutscher Kapellmeister und Komponist                             |       |       |
|                     | Suyolcuzade Mustafa Eyyubi  | Osmanischer Kalligraf, Lehrer von Hâfız Osman                     |       |       |
|                     | Jack Ketch                  | englischer Scharfrichter                                          |       |       |
|                     | Michael Kuen                | österreichischer Architekt und Stadtbaumeister von Bregenz        |       |       |
|                     | Hieronymus F. Kynseker      | Instrumentenbauer                                                 |       |       |
|                     | Frederik de Moucheron       | niederländischer Maler                                            |       |       |
|                     | Antonio Raggi               | italienischer Bildhauer des römischen Barock                      |       |       |
|                     | Mathias Schmuzer            | Stuckateur der Wessobrunner Schule                                |       |       |
|                     | Jost Sieburg                | deutscher Orgelbauer                                              |       |       |
|                     | Johann Christoph von Strauß | kurbrandenburger Generalmajor, Chef des Kürassier-Regiments Nr. 2 |       |       |
|                     | Matthias Tretzscher         | deutscher Orgelbauer                                              |       |       |